# 盖利默
盖利默（Gelimer，480年—553年）汪达尔-阿兰王国最后一代日耳曼人国王（530年至534年），530年盖利默发动宫廷政变，推翻亲拜占庭帝国的表哥希尔德里克，导致汪达尔-阿蘭与拜占庭帝国发生战争。533年，在阿德底斯姆战役中败于拜占庭名将贝利撒留後向拜占庭投降，汪達爾-阿蘭王國滅亡，王國在北非的領土成為一個羅馬行省。